# Джаз-Муриан
Джаз-Муриа́н, также Джазмуриа́н, устар. Джаз-Мориа́н (перс. هامون جازموریان‎) — бессточная впадина на юго-востоке Ирана, находящееся между останами Керман и Систан и Белуджистан. В центральной части расположено пересыхающее озеро (эфемерный водоём). Питается водами рек Хелиль-Руд и Бемпур и ряда более мелких притоков. Средняя высота над уровнем моря — 367 м.

## География
Джаз-Муриан находится в западной части одноименной впадины и простирается в длину 70 км в направлении север-юг, а поперечная его ширина доходит до 40 км[уточнить]. Береговые границы тяжело точно определить из-за изменяющегося объёма воды и небольшого изгиба почвы, и в основном они — болотистого характера. Наименьшая высота над уровнем моря дна озера составляет 365 м, и поэтому она вместе с Каспийским морем и Деште-Лутом относится к самым низким впадинам внутри Ирана. Впадина определяется Шах-Сараваном (часть Среднеиранского нагорья) на севере, Кухрудом на северо-западе, Серхедом (Восточноиранское нагорье) на востоке, Башакердом на юге, и рядом небольших гор на западе. К Макрану на юге преобладает цветной меланж — продукт тектонического дробления осадочных и магматических горных пород из мелового периода. На севере к Деште-Лут появляется известняк пермского периода изменяющейся толщины и магматические горные породы с залежами лавы и флиша из эоцена. К западу преобладают песчаники юрского периода с обилием аммонитов, а в окрестностях Рудбара появляется и зона размером в несколько квадратных километров с эпидотными сланцами и грубо кристаллизованным мрамором. На востоке главным образом появляются осадочные породы флиша, образованные в меловом периоде и позднее.

## Заселение и сельское хозяйство
Впадина Джазмуриана населена с древних времён, о чём свидетельствуют археологические раскопки около городка Бемпура. Также, недавно открытая Джирофтская культура в верхнем течении реки Хелиль-Руд указывает, что взаимодействие двух исторических населённых пунктов развивалось именно через Джаз-Муриан. Сельское хозяйство преимущественно ведется на восточных частях по реке Бемпур, особенно вокруг города Ираншахра.
Из-за опасности сезонных наводнений в верхнем течении рек построено много небольших плотин. Сельскохозяйственные культуры, которые выращивают в районе Джазмуриана, включают финики, пшеницу, лимон, ячмень, сорго и просо. В 1960-х гг. была безуспешная попытка планированного выращивания хлопка. Из домашних животных разводят зебу, овец, коз и верблюдов, но скотоводство относительно слабо развито по сравнению с районами с похожими характеристиками вроде Систана. Хотя северо-запад Джазмуриана из-за благоприятных топографических особенностей, богатства водой и плодородной почвы предлагает большой потенциал экономического развития, он не использован из-за большой географической удаленности от иранских городов.

## Гидрология
Джазмуриан геоморфологически подразумевает впадину, которая простирается примерно на 300 км в направлении восток-запад шириной до 70 км, а в самом широком смысле представляет один из восьми иранских внутренних водосборных бассейнов, чья поверхность составляет около 70 000 км².
Его водоразделы определены верхами гор: Среднеиранское нагорье на севере отделяет его от водосборных бассейнов Дешт-е Кевира и Дешт-е Лута, Дохтар к западу от водостока Заянде-руда, макранский Башакерд к югу от Персидского и Оманского заливов, и Бирком к востоку от Хамун-е Машкела. В регионе Джазмуриан преобладает жаркий степной климат, а количество осадков незначительно и составляет менее 250 мм. Две самые большие и самые водоносные реки, которые обеспечивают водой Джазмуриан — Хелиль-Руд на востоке и Бемпур на западе, а второстепенное влияние имеют и ряд более мелких притоков, которые стекают с окрестных нагорий.
Согласно Большой российской энциклопедии озеро было сезонным с изменчивыми размерами, глубина весной оценивалась в 20—30 см, вода солоноватая. По другим сведениям, поверхность озера в зависимости от времени года достигала 2800 км², глубина до 2,0 м и объём 2,8 км³, иногда полностью пересыхало. Однако по данным 2017 года из-за расходования воды рек на сельскохозяйственные нужды озеро оставалось полностью высохшим на протяжении около пятнадцати лет, являясь источником пыльных бурь.